# Marcusenius ussheri
Marcusenius ussheri is een straalvinnige vissensoort uit de familie van de tapirvissen (Mormyridae). De wetenschappelijke naam van de soort is voor het eerst geldig gepubliceerd in 1867 door Günther.